# Profesie reglementată
Profesia reglementată reprezintă activitatea sau ansamblul de activități profesionale reglementate conform legii române, care compun respectiva profesie în România.
Activitatea profesională reglementată reprezintă activitatea profesională pentru care accesul sau exercitarea în România este condiționată, direct sau indirect, în conformitate cu legislația română în vigoare, de deținerea unui document care să ateste nivelul de formare profesională. 
Sunt considerate activități profesionale reglementate activitățile exercitate cu titlu profesional, dacă utilizarea unui astfel de titlu este rezervată doar titularilor unor documente care atestă nivelul de formare profesională. 
Sunt considerate, de asemenea, activități profesionale reglementate activitățile desfășurate de membrii unei organizații profesionale, dacă organizația respectivă: 
- are ca obiectiv fundamental promovarea și menținerea unui nivel ridicat într-un anumit domeniu profesional;
- este recunoscută prin legea română în vederea realizării acestui obiectiv;
- eliberează membrilor săi un document care atestă nivelul de formare profesională;
- impune membrilor săi respectarea unor reguli de conduită profesională elaborate de aceasta;
- conferă membrilor săi dreptul de a folosi un titlu profesional sau abrevierea acestuia și de a beneficia de un statut corespunzător nivelului de formare profesională.

## Lista profesiilor reglementate sectorial
- arhitect
- asistent medical generalist
- farmacist
- fizician medical
- expert în fizică medicală
- medic
- medic dentist
- medic veterinar
- moașă

## Lista profesiilor reglementate din România
1. Profesiile reglementate care necesită cel puțin 3 ani de studii superioare (diplomă a unei universități sau a unui colegiu universitar): 
- arhivist
- asistent medical
- asistent social
- asistent veterinar
- auditor financiar
- avocat
- biochimist, biolog și chimist în sistemul sanitar
- cadru didactic:
  - cadru didactic din învățământul preuniversitar (educator, învățător, profesor de școală secundară)
  - cadru didactic din învățământul superior (cadru didactic universitar)
- consilier juridic
- consilier de probațiune
- consilier în proprietate industrială
- consultant fiscal
- contabil autorizat
- expert contabil
- expert criminalist
- expert tehnic judiciar
- geodez
- inginer
- inspector protecția muncii
- interpret limbaj mimico-gestual
- mediator
- practician în insolvență
- psiholog
- restaurator
- tehnician dentar
- traducător/interpret autorizat
- urbanist
- profesii în domeniul construcțiilor:
  - auditor energetic pentru clădiri
  - expert tehnic atestat și responsabil tehnic cu execuția
  - verificator de proiect atestat
- profesii în domeniul transporturilor:
  - transport aerian:
    - inginer de recepție și control aeronave
    - inginer de recepție și mijloace PNA-TC
    - meteorolog aeronautic (prognozist, tehnician)
    - personal aeronautic pentru protecția navigației aeriene și telecomunicației (PNA-TC)

  - transport maritim și fluvial:
    - comandant
    - meteorolog
    - ofițer electrician maritim
    - ofițer mecanic
    - ofițer mecanic secund
    - ofițer punte
    - ofițer punte secund
    - pilot de mare largă
    - pilot maritim
    - pilot maritim aspirant
    - șef electrician maritim
    - șef mecanic

  - transport rutier:
    - lector pentru pregătirea și perfecționarea profesională a personalului de specialitate din domeniul transporturilor rutiere
    - profesor de legislație rutieră
    - inspector ITP

2. Profesiile reglementate pentru care durata de studii este inferioară duratei de 3 ani de studii superioare: 
- arhivar
- asistent maternal
- asistent medical
- asistent personal
- asistent personal profesionist
- geodez
- ghid de turism
- interpret limbaj specific persoanei cu surdocecitate
- salvator montan
- tehnician veterinar
- profesii în domeniul poliției:
  - agent de pază, control acces, ordine și intervenție
  - agent de protecție, însoțire și gardare persoane fizice și valori
  - artificier
  - conducător societate de instalare sisteme de alarmă
  - conducător societate de pază și protecție
  - detectiv particular
  - instructor în poligonul de tir
  - operator dispecer sisteme de monitorizare și pentru aparatură de control
  - pirotehnist pentru focuri de artificii
  - tehnician pentru sistemele de detecție, supraveghere video și de monitorizare, control acces și comunicații
- profesii în domeniul transporturilor:
  - transport aerian:
    - controlor trafic aerian dirijare
    - controlor trafic aerian informare
    - dispecer operațiuni de zbor
    - însoțitor de bord
    - mecanic navigant
    - meteorolog aeronautic tehnician
    - navigator aerian
    - operator radio navigant
    - personal aeronautic pentru protecția navigației aeriene și telecomunicații aeronautice PNA-TC (inginer)
    - personal tehnic aeronautic
    - pilot avion
    - pilot balon liber
    - pilot elicopter
    - pilot planor
    - responsabil radiocomunicații

  - transport feroviar:
    - dispecer de trafic
    - mecanic locomotivă

  - transport fluvial:
    - căpitan fluvial categoria A
    - căpitan fluvial categoria B
    - conducător de șalupă fluvială
    - electrician de bord
    - marinar
    - marinar stagiar
    - mecanic
    - mecanic stagiar
    - șef de echipaj fluvial
    - șef mecanic fluvial
    - timonier fluvial

  - transport maritim:
    - căpitan maritim portuar
    - conducător de șalupă maritimă
    - electrician de bord maritim
    - fitter
    - marinar
    - motorist
    - ofițer electrician maritim portuar
    - ofițer electrician maritim aspirant
    - ofițer mecanic maritim portuar
    - ofițer mecanic maritim aspirant
    - ofițer punte maritim portuar
    - ofițer punte maritim aspirant
    - pompagiu
    - șef de echipaj maritim
    - șef mecanic maritim portuar
    - timonier

  - transport rutier:
    - conducător auto care efectuează transport rutier public de persoane
    - conducător auto care efectuează transport rutier în regim de taxi
    - conducător auto care efectuează transport rutier de mărfuri cu vehicule a căror masă maximă autorizată este mai mare de 3,5 tone
    - conducător auto care efectuează transport rutier cu vehicule având mase și/sau dimensiuni de gabarit depășite
    - conducător de autovehicule care transportă mărfuri periculoase
    - consilier de siguranță pentru transportul rutier al mărfurilor periculoase
    - instructor de conducere auto
    - persoană desemnată să conducă permanent și efectiv activitatea de transport rutier

## Cadrul legal
- Lege nr. 200/2004 privind recunoașterea diplomelor și calificărilor profesionale pentru profesiile reglementate din România, publicată în Monitorul Oficial, Partea I nr. 500 din 03/06/2004